# Camilo Castelo Branco

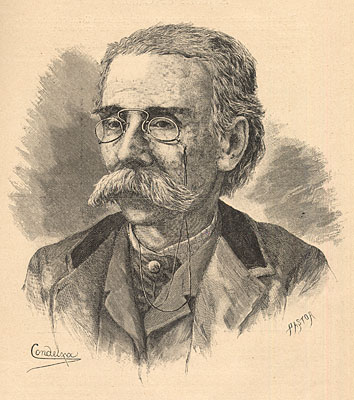
Camilo Castelo Branco, Stich von Francisco Pastor.

Camilo Ferreira Botelho Castelo Branco, seit 1885 auch Visconde de Correia Botelho (* 16. März 1825 in Lissabon; † 1. Juni 1890 in São Miguel de Seide) war ein portugiesischer Schriftsteller, Romancier, Kritiker, Poet und Übersetzer.

## Leben
Portugiesischer Schriftsteller (Lissabon, 16. März 1825 - São Miguel de Ceide, 1. Juni 1890).
Der leibliche Sohn von Manuel Joaquim Botelho Castelo Branco, der aus einer Familie des Kleinbürgertums von Trás-os-Montes stammt, verliert seine Mutter, als er zwei Jahre alt ist, und seinen Vater, als er zehn Jahre alt ist. Auf Beschluss des Familienrats kamen er und seine Schwester Carolina nach Vila Real in die Obhut einer Tante väterlicherseits, Rita Emília, die den beiden Waisenkindern nicht viel Zuneigung entgegenbrachte. Als ihre Schwester 1839 den zukünftigen Arzt Francisco José de Azevedo heiratete, zog sie zu ihnen nach Vilarinho da Samardã und erhielt dort, inmitten der Höhen und Tiefen einer nicht immer einfachen Jugend, ihre erste kulturelle Ausbildung durch den Unterricht von Pater António de Azevedo, dem Bruder ihres Schwagers, der ihr die christliche Lehre, Latein, Französisch und Portugiesisch beibrachte. Im Alter von 16 Jahren (am 18. August 1841) heiratete er Joaquina Pereira da França, eine Bäuerin aus Friúme, in der Gemeinde Ribeira de Pena, wo er vorübergehend als Amanuensis arbeitete, sie jedoch bald wieder verließ. Die Teenagerin, die ihm eine am 25. Oktober 1841 geborene Tochter geschenkt hatte, starb am 25. November 1847, wenige Monate vor ihrer Tochter, die am 10. März 1848 starb. Sein Wankelmut sollte sie bald in einer langen Kette von Liebesaffären ersetzen, die ihn nacheinander in die Arme von Patrícia Emília, die ebenfalls eine Tochter von ihm hatte, Bernardina Amélia, geboren am 25. Juni 1848, Isabel Cândida Mourão, eine Nonne des Klosters Avé Maria, und schließlich Ana Plácido, die verhängnisvolle Frau seines Lebens, führen sollten.
Zunächst von seinem Schwiegervater ermutigt, wollte er Medizin studieren und schrieb sich an der Schule für Medizin und Chirurgie in Porto ein, die er von 1842 bis 1845 besuchte. Im Jahr 1846 war er jedoch bereits in Coimbra, wahrscheinlich um Jura zu studieren, ein Studium, das er nicht einmal antrat. Er kehrte nach Vila Real zurück, aber ab 1848 ließ er sich in Porto nieder, entschlossen, seinen Lebensunterhalt als Journalist zu verdienen. In einem Moment flüchtiger religiöser Begeisterung schrieb er sich im Priesterseminar dieser Diözese ein, um die Priesterweihe zu empfangen (1850), doch seine so genannte Berufung erlosch schon wenige Monate später. Schon bald nahm er sein abenteuerliches Leben als romantischer „Löwen“-Handlanger wieder auf, das er zwischen Cafés, Theatern, den Salons der portugiesischen Bourgeoisie und Zeitungsredaktionen verteilte. In dieser Zeit lernte er Ana Augusta Plácido kennen, die mit Manuel Pinheiro Alves, einem aus Brasilien zurückkehrenden Kaufmann, verheiratet war, und machte sie zum Objekt einer ungeordneten romantischen Leidenschaft. Verführt und gleichermaßen verliebt, verlässt Ana ihren Mann und flieht mit Camilo nach Lissabon.
Nach Bekanntwerden des Skandals wurde die ehebrecherische Ehefrau in Einzelhaft im Conceição-Kloster in Braga untergebracht (Juli 1859), aber nach etwas mehr als einem Monat floh sie und lebte wieder mit C. zusammen. Nachdem der Prozess wegen Ehebruchs eröffnet worden war, wurde sie im Gefängnis von Porto inhaftiert, und C. stellte sich dort am 1. Oktober 1859, nachdem er in Minho und Trás-os-Montes herumgereist war. Nachdem sie freigesprochen worden waren, zogen sie nach Lissabon, wo ihr Sohn Jorge geboren wurde (28. Juni 1863), bis sie sich 1864, als Pinheiro Alves starb (15. Juli 1863), in São Miguel de Ceide niederließen, in dem Haus, das diesem gehört hatte und das durch Erbschaft an dessen so genannten Sohn Manuel Plácido überging, der aber offenbar der Sohn von C. war. Mit einer Familie, die es zu ernähren galt (sein Sohn Nuno war im selben Jahr 1864 geboren worden), und ohne andere Ressourcen als seine Arbeitskraft, machte C. das Schreiben zu seiner einzigen Einnahmequelle. So vergingen die letzten 25 Jahre seines Lebens mit fieberhaftem Schreiben in einem traurigen Haus, umgeben von einer traurigen Landschaft und mit düsteren Vorahnungen hinsichtlich des Schicksals seiner Kinder: Manuel gab sich nach einem gescheiterten Geschäft in Angola den Exzessen eines Bohème-Lebensstils hin und starb vorzeitig am 17. September 1877. Nuno folgte 1877 nach einer ununterbrochenen Abfolge von Abenteuern, Glücksspiel und Erniedrigung, die auch durch eine skandalöse, von seinem Vater unterstützte Heirat nicht beendet wurde; Jorge, der schon in jungen Jahren deutliche Anzeichen einer geistigen Störung zeigte, versank allmählich in einem Zustand unheilbarer Demenz.
1858 wurde Camilo auf Vorschlag von Alexandre Herculano in die Akademie der Wissenschaften gewählt und am 18. Juni 1885 von König Luís mit dem Titel eines Vicomte Correia Botelho geehrt. Diese Ehrungen konnten jedoch seine Eitelkeit nicht besänftigen, sondern ihm nur die vage Hoffnung geben, seiner Familie eine Zukunft zu sichern, die weniger von Armut bedroht war. Dies ist vielleicht der Grund, warum er sich bereit erklärte, seine Ehe mit Ana Plácido zu regeln. Am 9. März 1888, als der Charme und das romantische Feuer dieser Liebesbeziehung längst durch die kleinlichen Reibereien eines Alltags, erloschen waren, wurde die Hochzeit schließlich gefeiert.
Von seiner Krankheit gequält, in wahnsinnige Traurigkeit gestürzt, auf die er nur mit der Klinge der Ironie oder der Peitsche des Sarkasmus reagiert, ein ständiger Spielball seiner halluzinatorischen psychischen Instabilität, von Blindheit bedroht, in dem Glauben, auf den Wahnsinn zuzusteuern, den die Familientradition als Stigma für viele seiner Familie vorgesehen hatte, versank Camilo in Pessimismus, bis er Selbstmord beging am 1. Juni 1890.
Diese biografischen Umstände, in denen sich das Tragische mit dem Romanischen, das Ernste mit dem Burlesken, die Ehre mit der moralischen Leichtigkeit vermischt und der Sinn für das Religiöse ständig mit dem Unglauben und sogar der Blasphemie in Konflikt gerät, eine Beobachtungsgabe in ständiger und aufmerksamer Übung seiner eigenen Welt und der Welt um ihn herum, eine Phantasie, die keine Grenzen oder Einschränkungen kennt, eine rastlose psychologische Instabilität, die sentimentale Lebhaftigkeit seines romantischen Temperaments und seine ständige Aufmüpfigkeit bestimmen die Perspektive, aus der er die fiktive Welt seines gesamten Werks schuf, die von der Landschaft der nördlichen Provinzen Minho und Trás-os-Montes mit ihren ländlichen oder provinziellen Umgebungen umrahmt wird, mit der weiter entwickelten Stadt Porto im Zentrum, in der eine ganze Gesellschaft in ständigem und tiefem Konflikt zwischen den materiellen Interessen der Realität und den Ansprüchen der Sensibilität und des Ideals steht, ganz im Sinne der Romantik.

## Werk
- Mistérios de Lisboa, zuerst ab März 1853 in El Nacional de Oporto; F. G. da Fonseca, Porto 1854.
- Amor de Perdição (deutsch s. o.)
- Memorias d'Uma Familia
- O Arrependimento
- Folhas Cahidas, Apanhadas na Lama Por Um Antigo Juiz das Almas de Campanhan
- A Gratidão
- Lagrimas Abençoadas
- Luiz de Camões: Notas Biograficas
- Prefacio da setima edição do Camões de Garrett
- Noites de insomnia, offerecidas a quem não póde dormir, Nº1 (de 12)
- Noites de insomnia, offerecidas a quem não póde dormir, Nº2 (de 12)
- Noites de insomnia, offerecidas a quem não póde dormir, Nº3 (of 12)
- Novelas do Minho
- A Queda d'Um Anjo, 1866
- Romance
- Salve, Rei!
- Poesia de Camillo Castello Branco
- Scenas Contemporaneas
- A Senhora Rattazzi
- Suicida, 1880
- O Vinho do Porto - Processo de Uma Bestialidade Ingleza: Exposição a Thomaz Ribeiro, Livraria Civilisação, Porto 1884.
- exposição a Thomaz Ribeiro
- O Cego de Landim

## Verfilmungen

### Die Geheimnisse von Lissabon
Der chilenisch-französische Regisseur Raúl Ruiz drehte in Portugal den vierstündigen Kinofilm Die Geheimnisse von Lissabon, die aufgrund von Erzählungen von Camilo Castelo Branco, die er 1854 unter dem Titel Os misterios de Lisboa geschrieben hatte, verfilmt wurde.
arte zeigte diese Serie im Mai 2011 in deutscher Synchronisation. Die Serie war durch starke Bilder, herausragende Darsteller und getreue Kulissen und Kostüme ein Exempel für das portugiesische Kino. Damit wurde das Werk Brancos auch einem breiten deutschsprachigen Publikum bekannt. Inhaltlich erzählt die Geschichte diverse Verstrickungen des Lissaboner Adels zu Beginn des 19. Jahrhunderts und der Zeit der Napoleonischen Kriege auf der Iberischen Halbinsel. Hauptfigur ist ein junger Adliger auf der Suche nach seiner Herkunft und Identität. Die ihn kreuzenden Figuren haben jeweils eigene düstere Geschichten aus ihrer Vergangenheit zu erzählen. Die Serie zeigt viel von dem psychologischen Werk Castelo Brancos und gibt einen Einblick in die Welt der Intrigen und anderer Niederträchtigkeiten. Die Serie gehört dem Genre des sogenannten „Erzählkinos“ an, das für Portugal so typisch ist.

### Andere

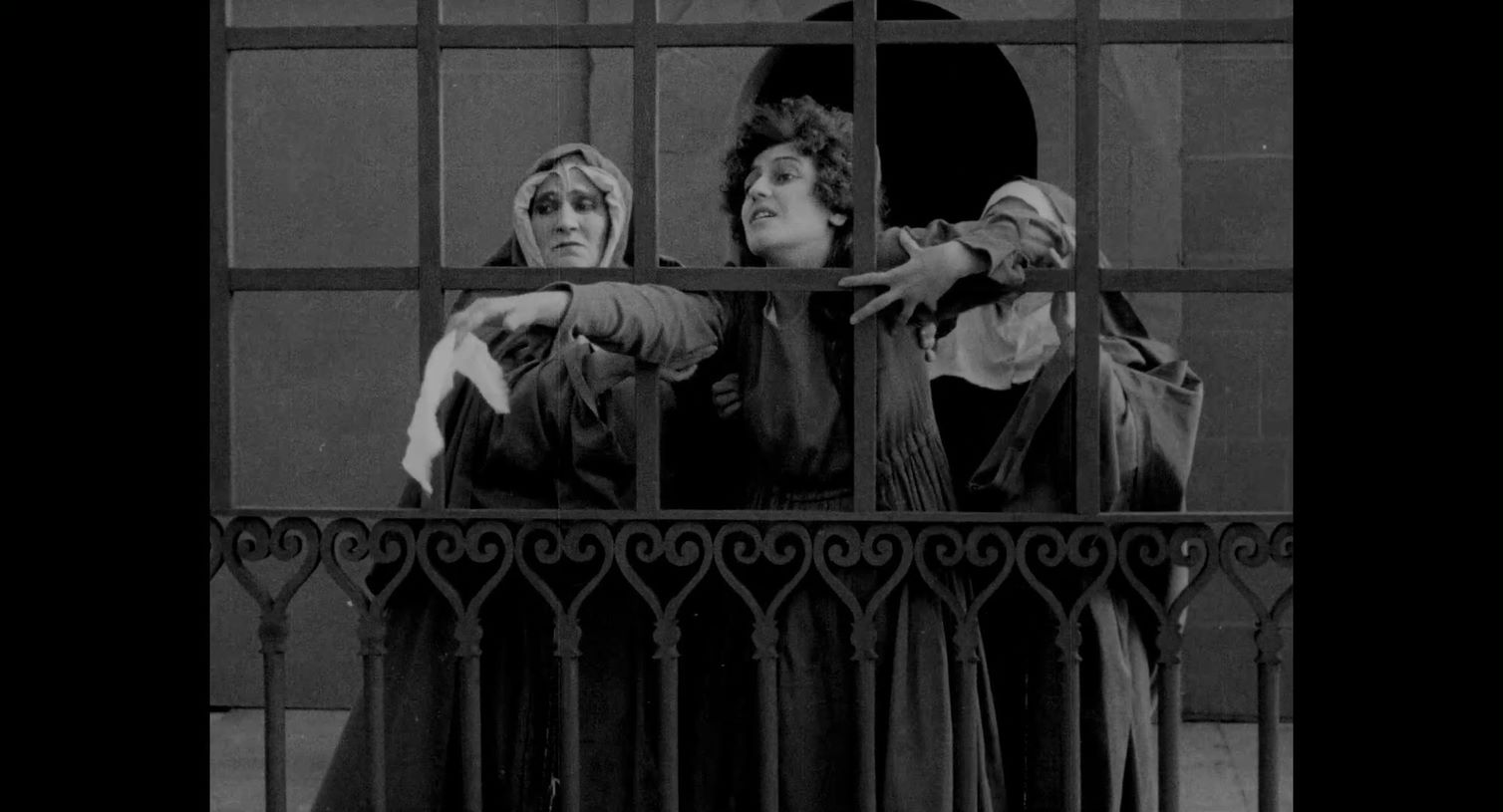
Irene Grave in Amor de Perdição von 1921

- Amor de Perdição (1914), Regie: Francisco Santos
- Amor de Perdição (1918), Regie: José Vianna
- Amor de Perdição (1921), Regie: George Pallu
- Amor de Perdição (1943), Regie: António Lopes Ribeiro
- A Morgadinha de Vale d'Amores (1957, Fernsehfilm), Regie: Herlander Peyroteo
- O Morgado de Fafe em Lisboa (1957, Fernsehfilm), Regie: Ruy Ferrão
- O Morgado de Fafe Amoroso (1960, Fernsehfilm), Regie: Pedro Martins
- Amor de Perdição (1965), Fernsehserie
- Amor de perdición (1973), Folge der spanischen Fernsehserie Novela
- Das Verhängnis der Liebe (Amor de Perdição) (1978, portugiesischer Fernseh-Sechsteiler) Regie: Manoel de Oliveira
- Ricardina e Marta (1989, portugiesische Fernsehserie)
- O Morgado de Fafe em Lisboa (1990, TV-Theateraufzeichnung), Regie: Ruy Ferrão
- Tag der Verzweiflung (O Dia do Desepero) (1992), Regie: Manoel de Oliveira (Verfilmung u. a. seiner letzten Briefe)
- A Viúva do Enforcado (1993), Fernsehserie
- Paixões Proibidas (2006–2007), portugiesische Telenovela
- Um Amor de Perdição (2009), Regie: Mário Barroso
- Die Geheimnisse von Lissabon (Os Mistérios de Lisboa) (2010, vierstündiger Kinofilm und Fernseh-Mehrteiler), Regie: Raúl Ruiz
- O Caderno Negro (2018), Regie: Valeria Sarmiento; als O Livro Negro do Padre Dinis auch Fernseh-Mehrteiler
- O Esqueleto (2021, Fernsehfilm), Regie: João Roque